# بوکه شوهاتو
بوکه شوهاتّو (به ژاپنی: 武家諸法度 Buke shohatto) گننا-ری (فرمان گننا 元和令)، مجموعه‌ای از احکام صادر شده توسط شوگون‌سالاری توکوگاوا مبنی بر مسئولیت‌ها و فعالیت‌های دایمیو (اربابان فئودال) و بقیه سامورایی هاست. محتویات این احکام صرفاً قوانین که نیست بلکه شامل شرح رفتار مناسب برای دایمیو نیز می‌شود.
این سری از احکام برای اولین بار در دوران بازنشستگی توکوگاوا ایه‌یاسو، در قلعه فوشیمی در ماه قمری هفتم گاه‌شماری قمری در سال ۱۶۱۵ صادر شد و دارای ۱۳ ماده بود. این احکام در سال ۱۶۳۵ به ۲۱ ماده افزایش پیدا کرد.

## بوکه شوهاتّو در سال ۱۶۱۵
1. دایمیو باید با آموزش خود را شایسته مقام خود کنند، و مهارت‌های لازم را فرا بگیرند.
2. سرگرمی و تفریحات باید به اندازه باشد و هزینه برای چنین فعالیتی بیش از حد نباشد.
3. املاک فئودالی محلی برای پناه فراریان و قانون شکنان نیست.
4. دایمیو باید شورشیان و قاتلان را از سرزمین خود اخراج کند.
5. نوسازی و گسترش قلعه ممنوع است. قلعه ممکن است به تعمیر نیاز داشته باشد، چنین فعالیت‌هایی ابتدا باید به شوگونسالاری توکوگاوا گزارش شود.
6. تشکیل باند برای طرح‌ریزی یا توطئه در حوزه‌های همسایه باید به شوگونسالاری توکوگاوا بدون تأخیر گزارش شود.
7. ازدواج در میان دایمیو و افراد با قدرت بدون اجازه شوگونسالاری توکوگاوا ترتیب داده نشود.
8. دایمیوها باید به صورت نوبتی در ادو برای انجام خدمت به شوگونسالاری توکوگاوا ساکن شوند و پس از پایان نوبت به املاک خود بازگردد.
9. دایمیو هنگام حضور در ادو جهت انجام خدمت نباید بیش از اندازه خدمه به همراه خود داشته باشد.
10. طرز پوشش باید مناسب و نشاندهنده درجه و موقعیت طبقاتی هر فرد باشد.
11. تنها افراد بلندپایه یا کسانی که توانایی راه رفتن ندارند حق سوارشدن بر تخت روان را دارند.
12. سامورایی‌ها باید صرفه جویی را فرابگیرند.
13. دایمیو باید افراد لایق و توانا را جهت خدمت انتخاب کند.

## سال ۱۶۳۵
1. برای تسهیل ارتباطات سریع باید مراقبت از جاده‌ها، قایق‌ها، پل‌ها و اسکله‌ها انجام شود.
2. ایجاد موانع و تحریم‌های عوارض شخصی و همچنین حذف مسیرهای موجود کشتی ممنوع است.
3. ساخت کشتی‌هایی بسیار بزرگ که می‌توانند بیش از ۵۰۰ ککو ظرفیت داشته باشند ممنوع است.
4. زمین‌های متعلق به مقدسات شینتو و معابد بودایی نباید از آنها گرفته شود.
5. مسیحیت ممنوع است.